# 뒤로 가는 남과 여
《뒤로 가는 남과 여》(영어: Catchfire)는 미국에서 제작된 1990년 로맨틱 액션 스릴러 영화이다. 데니스 호퍼가 연출하고 조디 포스터 등과 함께 출연하였다. 딕 클라크 등이 제작에 참여하였다.

## 출연진
- 조디 포스터
- 데니스 호퍼
- 딘 스톡웰
- 조 페시
- 존 터투로
- 프레드 워드
- 빈센트 프라이스
- 줄리 애덤스
- 토니 시리코
- 사이 리처드슨
- 프랭크 지오
- 헬레나 칼리아니오테스
- 그랜드 L. 부시
- 캐서린 러나사
- 존 젠다

카메오 출연
- 캐서린 키너, 찰리 신, 버크 번스, 밥 딜런, 토니 배질

## 기타 제작진
- 공동 제작: 리사 뎀버그
- 라인 제작: 폴 루이스
- 미술: 론 포먼

## 우리말 녹음
KBS 성우진 (1993년 5월 1일)
- 양지운 - 마일로 (데니스 호퍼)
- 송도영 - 앤 (조디 포스터)
- 주호성
- 설영범
- 김새영
- 김환진
- 장정진
- 장광
- 이호인
- 강구한
- 정옥주
- 김태웅
- 정미숙
- 박홍식
- 장혜선